# 非洲贫困问题
非洲贫困问题是指非洲社会中部分人的基本需求无法得到满足的问题。尽管自然资源十分丰富，但无论采用何种计算方式（例如人均收入或人均GDP），非洲国家的经济表现仍大多位居倒数。2009年，撒哈拉以南非洲的24个国家当中有22个被联合国列为人类发展指数低的地区。 2006年，非洲的50个国家之中有34个被联合国列为最不发达国家。 在非洲，许多国家的人均GDP低于5200美元，而绝大多数人的收入还要远远低于这一数字。此外，从上个世纪以来，非洲的收入占全球收入比例一直在下降（无论采用何种计算方式）。 在1820年，欧洲的工人平均收入是非洲的三倍；而现在，这一差距拉大到了20倍。 尽管非洲的人均GDP也一直在增长，然而世界其他地区的经济表现远远好过非洲。

## 土地的管理不善
尽管撒哈拉以南地区有大量的可耕地，私人持有土地的情况在当地却相当少见。在许多国家，土地归部落所有；而在一些国家，如南非，土地主要由17世纪末至20世纪初欧洲殖民者的后代所有。根据IRIN在2005年的报告，南非约82%的可耕地为白人所有。许多国家缺乏永久产权的系统，而即使在承认永久产权的国家之中，也有很多禁止弱势族群持有土地。虽然这些法律在现实生活中很少被认真落实，但弱势群体即使购得了土地，其产权也不会被所在国法律认可。因此，非洲的农民很少拥有土地所有权，为了生存，只能成为佃农等。许多土地被闲置，然而往往由于是私人财产，无法得到开发。大部分非洲国家的土地登记系统十分不理想，这使得佔屋和土地盗用事件频发。 如此高的风险令金融机构望而却步，这使得土地抵押贷款变得相当困难。

## 資金滥用
各国已经向非洲发放了500亿美元的直接援助 。目前的共识是，这类直接援助在长期来看效果非常有限。
此外，大多数非洲国家已经欠下巨额外债。 然而，这些外债中有一大部分都被用于购买武器，或直接被腐败的政府挪用。为此，许多新生的民主政权常常需要背负前任专制政府的高额债务。

## 人力资源
非洲充足的廉价劳动力反而鼓励了低效率的工农业政策，这使得非洲的贫困程度进一步加剧。比如说，奥鲁克指出，在前往坦桑尼亚时，他发现碎石的工作由工人手工完成，然而几乎在任何其他地方，这一工作可以由机器以极低的成本高效完成。这一例子中，坦桑尼亚的自然资源极其丰富，但仍然属于世界上最贫困的国家之一。

## 疾病
在非洲致死最多的疾病多为经水传播的、可预防的疾病。这些病症主要影响婴儿和幼儿。引发疾病的主要原因是当地的水危机或者饮用水的安全问题（多由混入污水导致）。
非洲的艾滋病问题也引起了大量关注。目前在非洲，每天有约6500人死于艾滋病。

## 基础设施短缺
虽然非洲有若干条大河，并且拥有一些世界上最大的淡水湖，但非洲的饮用水清洁程度很差（即使在撒哈拉以南非洲之外）。许多国家的人口中心地处沿海，主要城市少有合理的污水处理系统。虽然煮开水是一种可行方法，但燃料短缺又是一大问题。在快速发展的城市，饮用水危机尤其严重，比如开罗、拉各斯和金沙萨。
殖民主义的基础建设仅仅强调将殖民地的内陆和海岸线连接起来，因此，非洲缺乏有效的公路网和铁路网。许多非洲国家都在致力于将非洲的巨大铁路网连接起来。目前，无论沿海城市之间的地形情况如何，城市间的交通方式几乎只有水运。其它基础服务也面临着同样的窘境，比如加纳和相邻的科特迪瓦之间的电话通讯曾经需要经过英国和法国。虽然非洲在欧洲殖民之前已经形成了很多贸易路线，但这些路线很少有适合现代交通运输的。